# Гусейнзаде, Али-бек Гусейн оглы
Алибек Гусейн оглы Гусейнзаде (азерб. Əli–bəy Hüseyn oğlu Hüseynzadə, тур. Ali Turan Hüseyinzade; 7 марта 1864 – 17 марта 1940) — азербайджанский учёный, философ, художник и врач. Автор азербайджанского флага.

## Биография

### Ранние годы
Родился 24 февраля (7 марта) 1864 года в Сальянах в семье религиозных деятелей. Его дед Ахунд Ахмед Сальяни в течение 32 лет был Шейх-уль-исламом Кавказа. Али-бек первое образование получил в Тифлисской мусульманской школе, затем в Тифлисской классической гимназии. В 1885 году поступил на физико-математический факультет Санкт Петербургского университета. По окончании университета в 1889 году Гусейнзаде отправился в Стамбул, где поступил на медицинский факультет Стамбульского университета. После завершения образования служил военным врачом в османской армии, в дальнейшем — помощником профессора Стамбульского университета. 
Являлся одним из основателей партии «Иттихад ве Терреги».

### Общественная деятельность
В 1903 году вернулся на родину и семь лет прожил в Баку. За это время активно занимался просветительской и издательской деятельностью. В 1905—1906 годах являлся редактором газеты «Хайят». Также какое-то время был главным редактором газеты «Каспий». В 1905 году в составе азербайджанской делегации вместе с Али Мардан-беком Топчибашевым, Фаррух-беком Везировым, Адиль Ханом Зиятхановым и Ахмед-беком Агаевым Али бек Гусейнзаде отправился в Санкт-Петербург на собрание представителей всех мусульманских регионов Российской империи. На собрании было достигнуто соглашение о создании единой мусульманской партии. 
В 1906 году Али-бек Гусейнзаде начинает издание журнала «Фиюзат». Финансированием журнала занимался известный меценат Гаджи Зейналабдин Тагиев. На страницах журнала Али-бек выступает с резкой критикой царских властей. В 1910 году он решил перебраться в Османскую империю, где в следующем году его избрали членом президиума общества «Иттихад ве Таракки» («Единение и прогресс»). В 1911 году Али-бек становится членом общества «Türk yurdu». В 1918 году Али-бек прибыл в Азербайджан и принял участие в становлении нового государства. Он так же представлял молодую республику за границей, в частности вместе с М. А. Расулзаде вёл переговоры с турецким руководством по вопросу оказания помощи АДР. Али-бек Гусейнзаде в это время становится автором флага Азербайджанской Демократической Республики. После падения АДР Гусейнзаде окончательно обосновался в Турции.

### Деятельность в Турции
В Турции Али-бек Гусейнзаде занимался в основном медициной. Являлся профессором медицины Стамбульского университета. Написал ряд монографий по теме происхождения и методов лечения таких болезней как сифилис и холера. В 1926 году Али-бека задерживают по причине знакомства с Кара Кемалем, который планировал убить Мустафа Кемаля Ататюрка. Позже его освобождают. В этот же период он занимается переводами на турецкий язык произведений Гёте, Эсхила, Адама Смита, Омара Хайяма, Фирдоуси, Шиллера и многих других. Али-бек Гусейнзаде является соавтором «Энциклопедического медицинского словаря».

### Фотогалерея

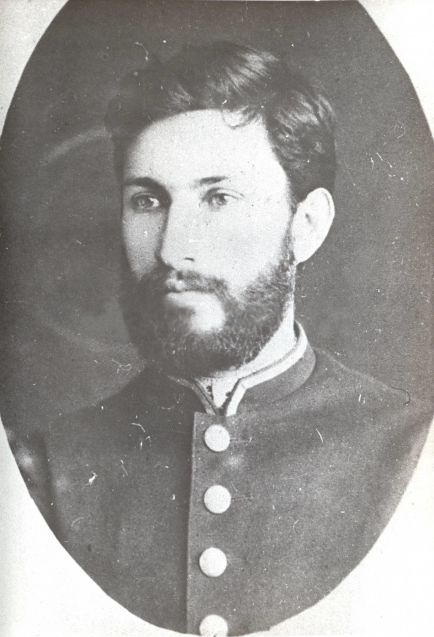
Али бек Гусейнзаде в студенческие годы
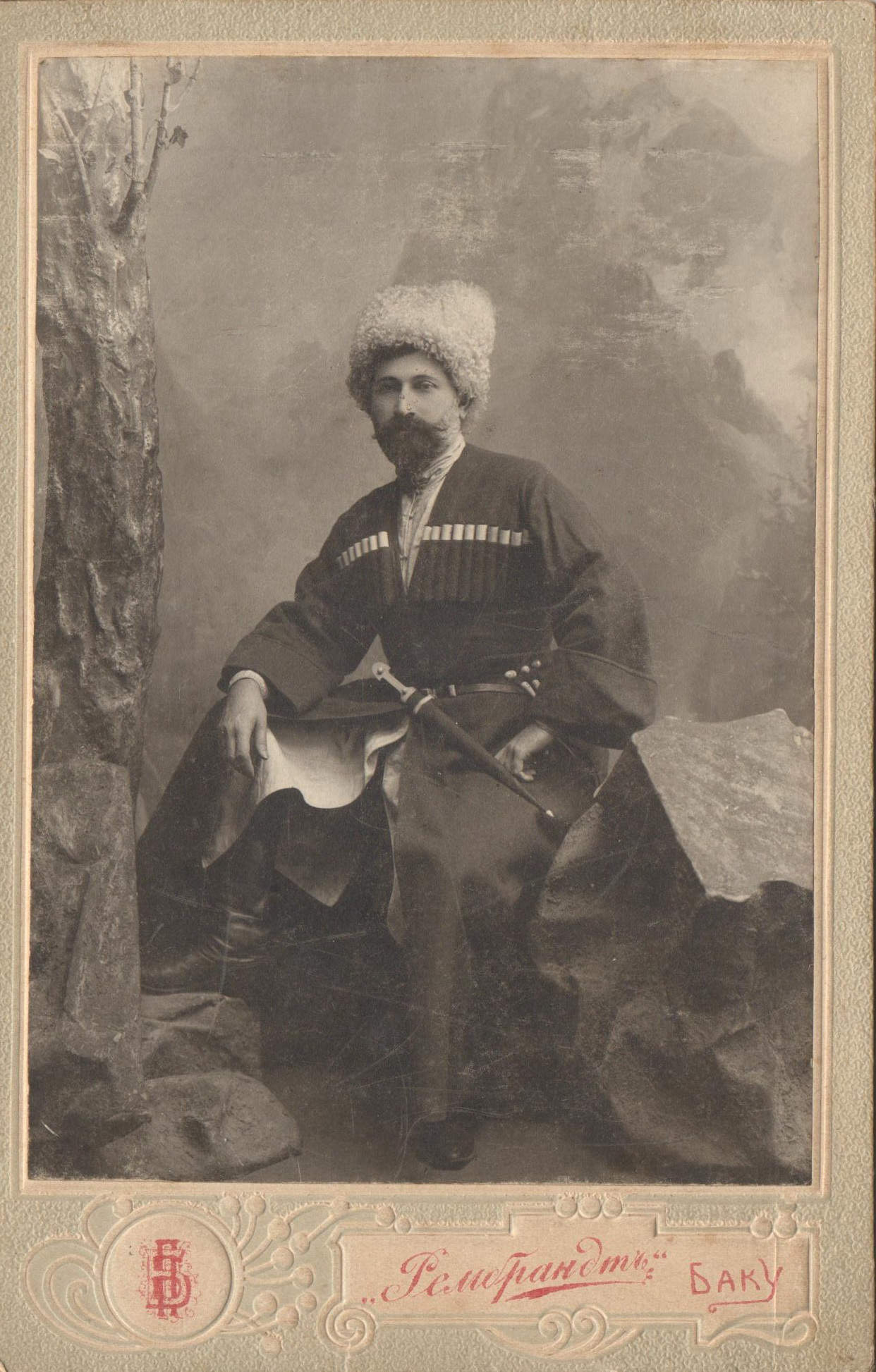
Али бек Гусейнзаде в черкеске в 1908 году
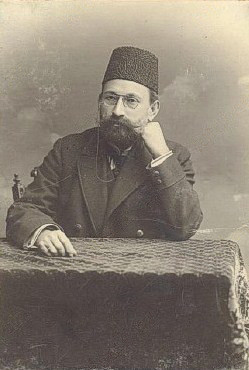
Али бек Гусейнзаде в 1910 году
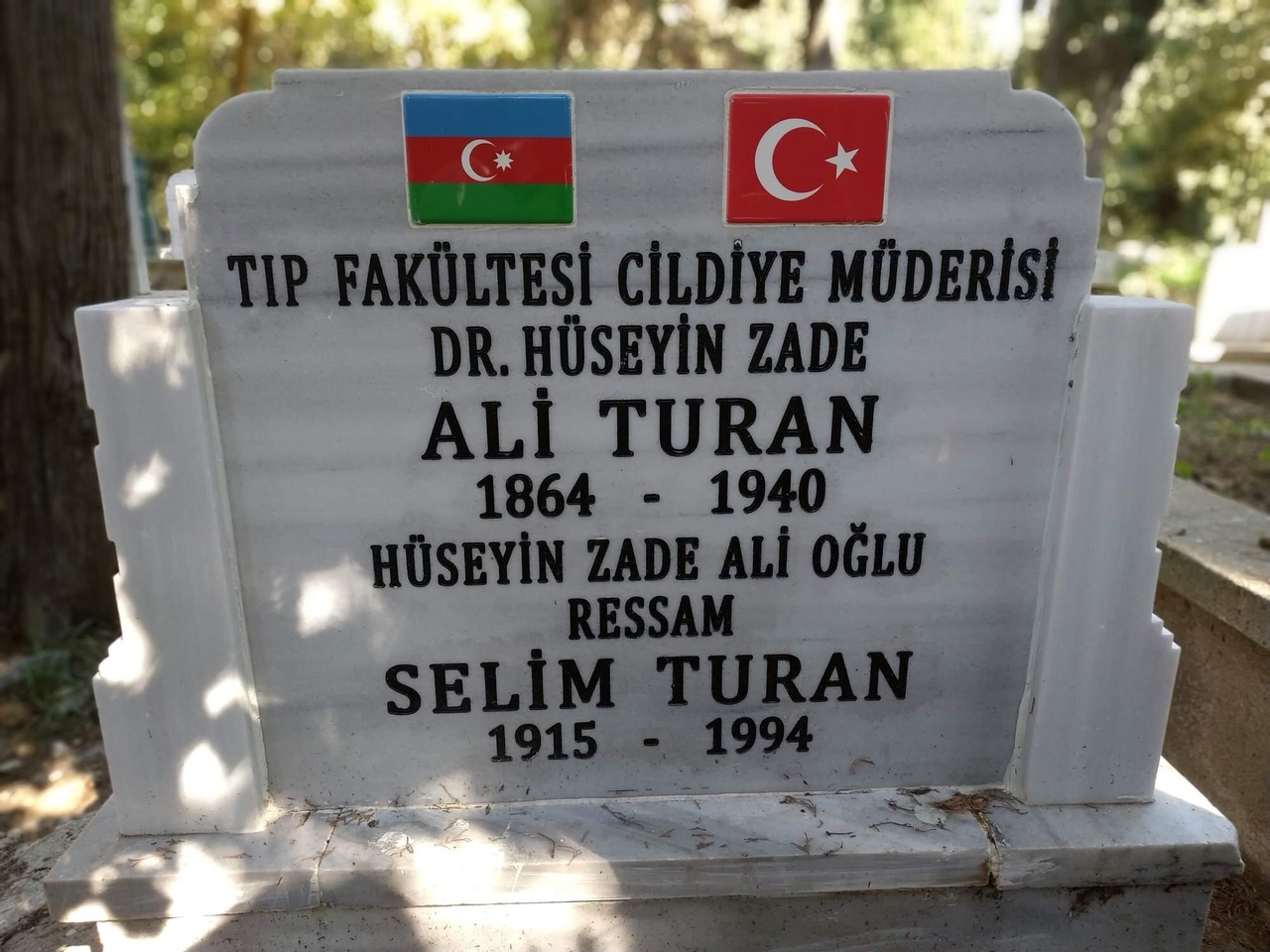
Могила Али-бека Гусейнзаде в Стамбуле, в Караджа Ахмед
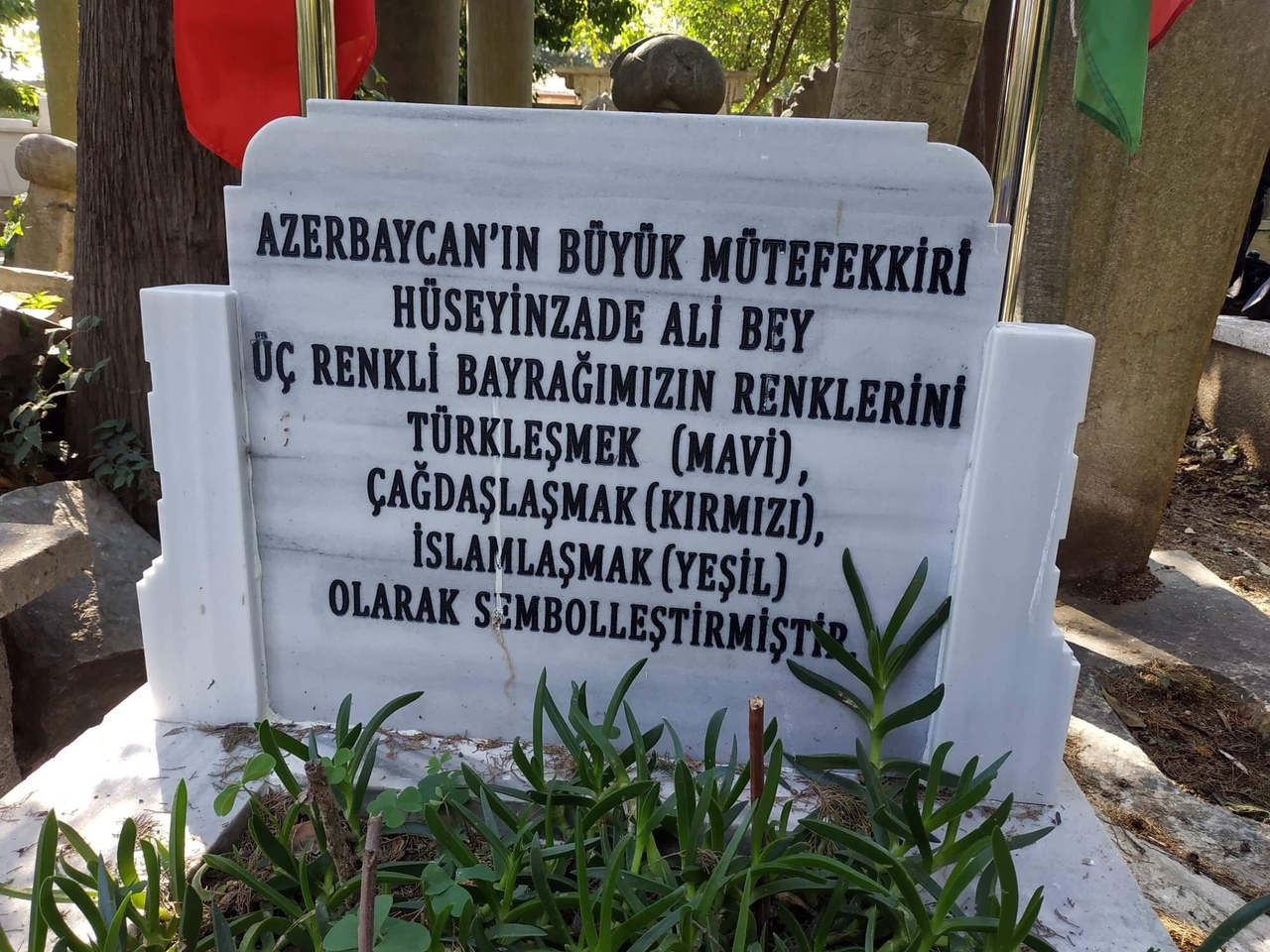
Задняя часть надгробия Али-бека, где согласно ему написано значение цветов азербайджанского флага

## Живопись
Али-бек Гусейнзаде являлся талантливым художником. Его картины хранятся в частных собраниях, а также некоторых азербайджанских музеях. Талант художника Гусейнзаде проявил в 1908 году, когда занимался оформлением первой азербайджанской оперы «Лейли и Меджнун».
Гусейнзаде считается основоположником современной азербайджанской живописи маслом на холсте. Известны такие его произведения, как «Мечеть Биби-Эйбат», «Портрет Шейх уль-ислама», подчёркивающие его уверсальность.
Али-бек Гусейнзаде является также автором трёхцветного флага Азербайджанской Демократической Республики (ставшего позднее и флагом Азербайджанской Республики).

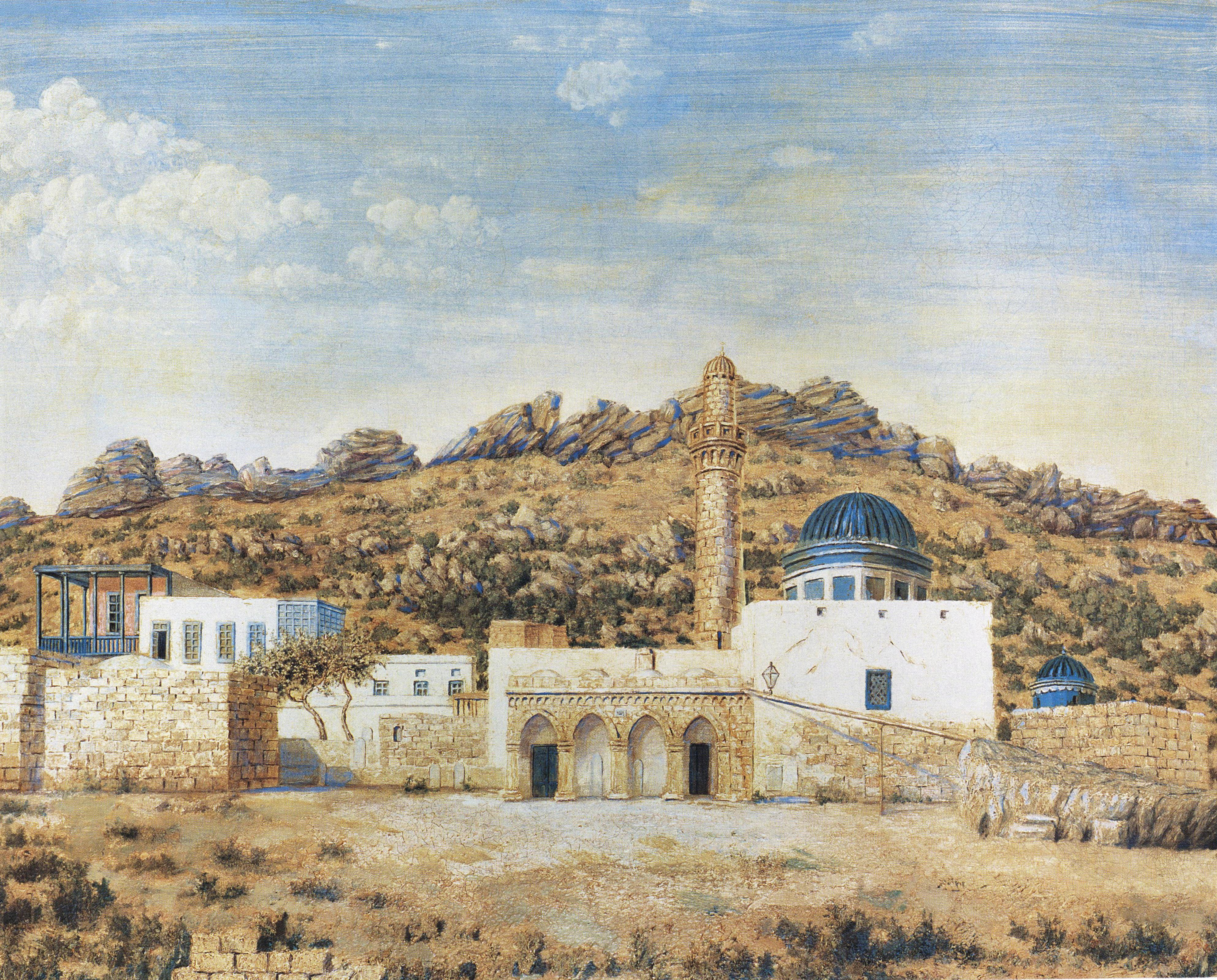
«Мечеть Биби-Эйбат»
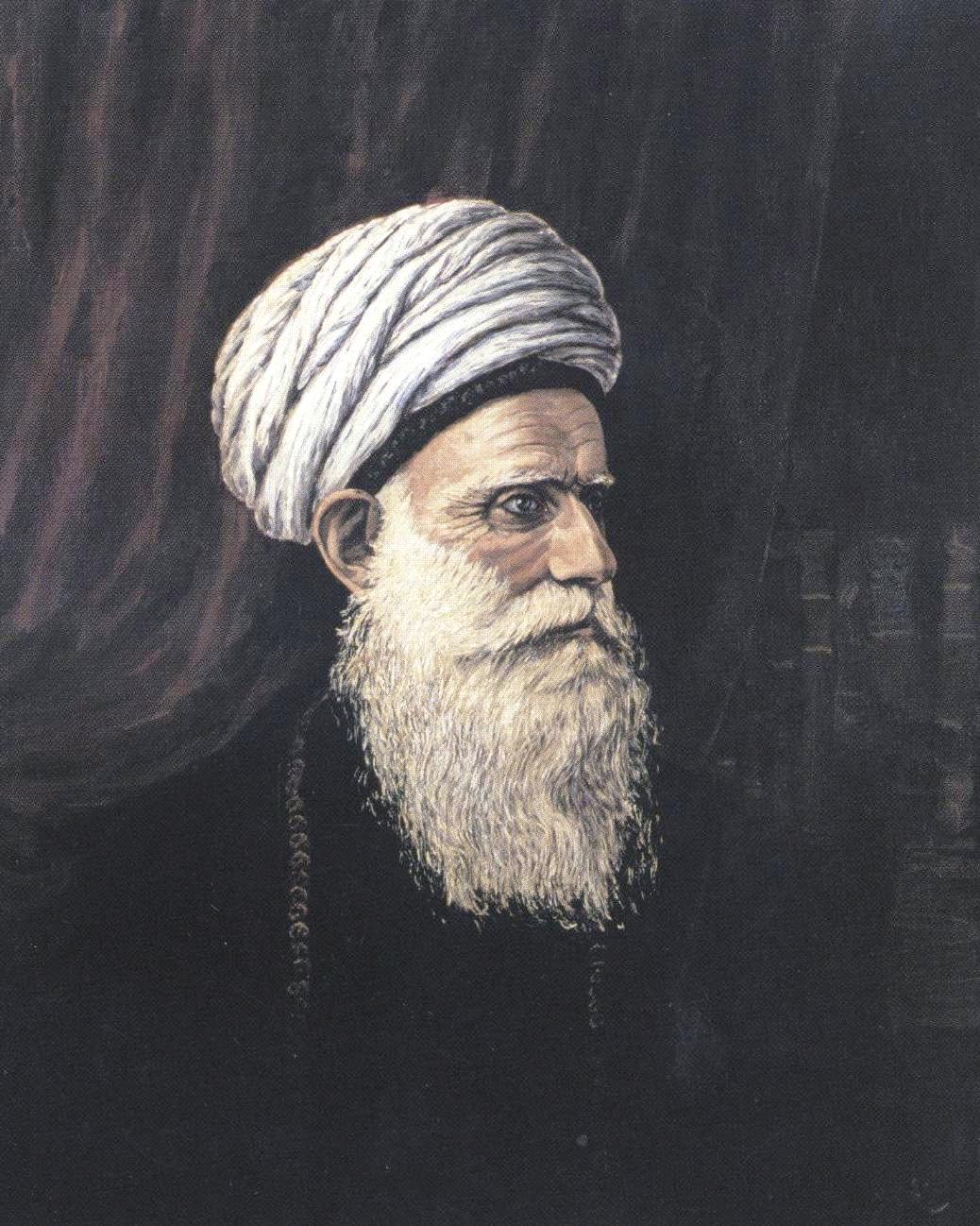
«Портрет Шейхульислама»

## Награды
- Военная медаль[9].
- Орден Меджидие[9][10].
- Рыцарский крест ордена Георга I[9][10].
- Орден Льва и Солнца 4-й степени[9][10].

## Память
- Именем Али-бека Гусейнзаде названа одна из улиц Ясамальского района города Баку.